# Dendrolagus spadix
Dendrolagus spadix är en pungdjursart som beskrevs av Ellis Le Geyt Troughton och Le Souef 1936. Dendrolagus spadix ingår i släktet trädkänguruer och familjen kängurudjur. IUCN kategoriserar arten globalt som livskraftig. Inga underarter finns listade.
Pungdjuret förekommer på södra Nya Guinea. Arten vistas i låglandet och på upp till 800 meter höga kullar. Habitatet utgörs av tropisk regnskog.